# Otra en mí
Otra en mí es una serie de televisión colombiana de 1996 producida por la programadora TeVecine para la Cadena Uno y protagonizada por Geraldine Zivic (en un papel doble) y Mauro Urquijo y con la actuación antagónica de Ana María Kamper. 

## Sinopsis
Es la historia de Liliana y Valentina, hermanas gemelas separadas al nacer. Cuando Liliana es contratada para hacer las veces de modelo y suplantar a Valentina, descubrirá algo más que los secretos del pasado. Su hermana sugestiona su interior y manipula su personalidad, gracias al lazo que las une como gemelas y hará lo imposible para separar a Liliana de Luis Fernando, el hombre que ambas aman.

## Reparto
- Geraldine Zivic - Liliana Castillo / Valentina Uribe Mondragón (protagonista y villana)
- Mauro Urquijo - Luis Fernando Robles
- Ana Maria Kamper - Carlota Mondragón de Uribe (villana)
- Sebastián Ospina - Roberto Uribe
- Mauricio Figueroa - Julián Navarro
- Ana Soler - Lulú Gómez
- Xilena Aycardi - Carmen Villegas (1)
- Fabiana Medina - Carmen Villegas (2)
- Alfonso Ortiz - Antonio Castillo
- Martha Silva - Emilia Castillo
- Orlando Valenzuela - Dario
- Jimmie Bernal - Jacques McLaren
- José Rojas - Ricardo Fernández
- Jose Ignacio Rincón - Gustavo
- Mónica Silva - Remedios
- Sandra Mónica Cubillos - Marcia Morález
- Sain Castro - Manuel Arismendi
- Chela del Río - Eva Navarro
- Victoria Valencia - Guiomara Beltrán
- Ugo Armando - Carlos Fernández
- Inés Correa - Amparo Restrepo
- Juan Pablo Shuk - Rafael
- Juan Pablo Franco - Maestro
- José Saldarriaga - Padre Sanín
- Gustavo Corredor - Mancini
- Manolo Cruz - Caroloco
- Guillermo Quiroga - Estrada
- Orlando Bonell - Rojas
- Felipe Franco - Garcia
- Raúl Gutiérrez - Doctor
- Barbara Perea - La bruja
- Alexander Páez
- Hector Cruz
- Julio Rueda
- Álvaro Daza
- Luis Velazco
- Jorge Cuellar